# Cingula castanea
Cingula castanea är en snäckart som först beskrevs av Moller 1842.  Cingula castanea ingår i släktet Cingula och familjen Rissoidae. Inga underarter finns listade i Catalogue of Life.